# あすとぴあ高田
あすとぴあ高田（あすとぴあたかだ）は、新潟県上越市高田区にある複合施設。高田共同ビル（旧長崎屋高田店）跡地と隣接地を再開発して建てられたもので、事業名は「本町五丁目地区第一種市街地再開発事業」。2013年（平成25年）4月にオープンした。

## 概要

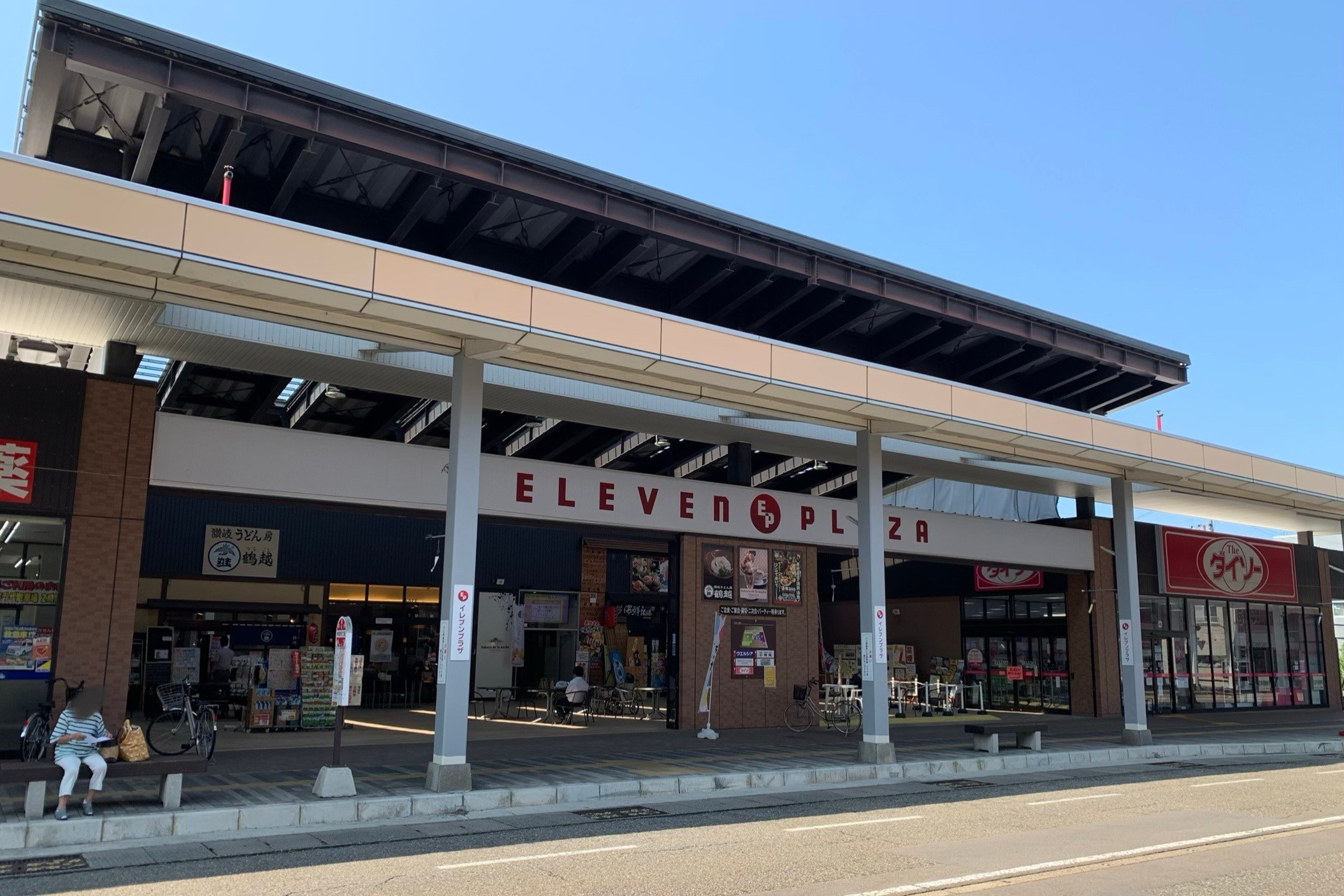
もう1つの核として整備されたイレブンプラザ（上越大和跡地）

高田市街地のメインストリートである本町通りと駅前通りの交差点に面しており、周囲には片持ち式のアーケードが張り巡らされている。同じく本町通りに立地していた上越大和の跡地再開発（イレブンプラザ）とともに、国の認定を受けた高田地区中心市街地活性化基本計画の2つの核の1つに位置づけられている。
1974年にオープンした地上7階建の高田共同ビルは長崎屋が核となっていたが、同店は2002年に撤退。その後は地下のイチコ中央店（2007年閉店）や100円ショップ、市の雁木通り美術館などが入居していたが、2010年6月に再開発のため全店舗閉鎖となった。
旧ビルは解体され、2013年4月に地上16階建ての「あすとぴあ高田」がオープン。1階は生鮮食品スーパーやドラッグストア、衣料店など複数の店舗が入居し、3・4階は駐車場、5階は市の文化交流施設「ミュゼ雪小町」、6階以上は55戸の分譲マンション「ポレスタータワー高田」という構成であった。なお、2階は当初の計画では300席のレストランが設けられる予定だったが、出店がかなわず、しばらく空きのままだったが2015年11月に日本政策金融公庫高田支店が入居した。なお、1階の生鮮食品スーパーは不振のため2014年11月に閉店した。

### 名称の由来
2012年（平成24年）に公募で決定されたものであり、明日を創造する都や理想郷・ユートピアなどの意味が込められ、親しみやすいようにと平仮名が使用されている。

## 交通アクセス
公共交通
- 妙高はねうまライン 高田駅から徒歩約3分。